# John Howard (Leichtathlet, 1981)
John Howard (* 21. Juli 1981 in Weno) ist ein ehemaliger mikronesischer Sprinter.

## Biografie
John Howard nahm an den Olympischen Sommerspielen 2004 in Athen und 2012 in London teil. Beide Male schied er über 100 Meter bereits im Vorlauf aus.
Sein Zwillingsbruder Jack war ebenfalls Sprinter und startete bei den Olympischen Sommerspielen 2008 in Peking.